# Roger Auque
Pour les articles homonymes, voir Auque.
Roger Auque, né le 11 janvier 1956 à Roubaix (Nord) et mort le 8 septembre 2014 à Nemours (Seine-et-Marne), est un journaliste et un agent de la DGSE et du Mossad.
Il mène une carrière dans le journalisme. Alors qu’il est au Liban avec le reporter de guerre et écrivain français Paul Marchand, il est enlevé puis détenu comme otage au Liban pendant près d'un an en 1987. Il est nommé ambassadeur de France en Érythrée de 2009 à 2012 par Nicolas Sarkozy.

## Biographie

### Jeunesse et formation
Fils d'un assureur de Roubaix, gaulliste de gauche, ancien d'Indochine et d'une mère communiste, Roger Auque s'inscrit à Paris en faculté d'anglais et en faculté de langues orientales, pour apprendre l'arabe.
Il se rend au Liban où il se rapproche des phalangistes : « Je me suis retrouvé à combattre du côté chrétien, avec une myriade de jeunes de mon âge, dit-il, des Libanais mais aussi des Américains et des Français un peu fascisants qui combattaient les musulmans progressistes. »

### Carrière
De 1982 à 2002, il est journaliste et grand reporter pour RTL, La Croix, Paris Match, puis au Figaro Magazine, Sipa Press, Gamma Photo et Radio-Canada.
Alors qu'il est correspondant de guerre au Liban, il est enlevé, le 13 janvier 1987, « en pleine lumière en sortant de son immeuble sous les yeux de son confrère Paul Marchand » par le Hezbollah. L'organisation terroriste voit en lui un agent de la DGSE, ce qui est nié à l'époque mais sera admis plus tard par l'intéressé dans un livre posthume. Il reste otage pendant près d'une année. Il est libéré le 27 novembre 1987, en même temps que Jean-Louis Normandin, pris dans l'affaire des otages du Liban, à la suite de la négociation du ministre Charles Pasqua et sur place de Jean-Charles Marchiani. Auque indiquera dans ses mémoires posthumes que « beaucoup d'argent a été remis en échange de [sa] libération », payé par « le Libyen Kadhafi » en « remboursement d'une dette à l'Iran par le biais d'une commission. »
En 1989, il décide de « devenir “mercenaire” de services secrets, principalement pour des raisons financières. » Dans ses mémoires, il écrit : « J'ai été rémunéré par les services secrets israéliens pour effectuer des opérations en Syrie, sous couvert de reportage. » Il a également offert ses services à la DGSE française, avant de devenir, possiblement, une personne d'intérêt pour la CIA.
De 2003 à 2007, il est correspondant permanent à Bagdad, puis à Beyrouth et couvre l'assassinat de Pierre Amine Gemayel, pour TF1-LCI, Radio-Canada, TSR, RTBF.
En 2008, il est élu conseiller municipal du 9e arrondissement de Paris sur la liste UMP. En 2008-2009, il devient rédacteur en chef à la chaîne TV franco-marocaine Medi 1 Sat à Tanger.
En décembre 2009, il est nommé ambassadeur de France en Érythrée, à Asmara, par le président Nicolas Sarkozy,. Accusé par le magazine Bakchich d'avoir « laissé une dette de 65 000 euros aux impôts l'année de sa nomination », il dépose une plainte contre le magazine pour diffamation. La journaliste et grand reporter du Monde, Raphaëlle Bacqué, déclare alors à son propos : « La presse se méfie parfois de ce reporter qui, en 1992, fut épinglé par Le Canard enchaîné pour avoir plagié des passages entiers du reportage d’un de ses confrères. Mais il a gardé le goût de l’aventure, du Paris-Dakar, de la guerre en Irak, pour laquelle il a dégoté le dernier passage en avion pour Bagdad, dont il fera profiter quelques confrères. Il n’est pas sûr que la politique lui apporte les mêmes satisfactions. »
Fin 2011, en poste en Érythrée, il lui est diagnostiqué une tumeur du cerveau : il est rapatrié en France,.
En 2013, il compare l'Érythrée à la Corée du Nord ou à la Birmanie.
Dans ses mémoires commencés quelques mois avant sa mort, il précise que, durant sa carrière, il est poussé par ses amitiés politiques ; il est « proche » de Nicolas Sarkozy, d'Arnaud Montebourg, des Chirac, d'Alain Juppé ou de Michèle Alliot-Marie.

### Mort
Après près de trois ans de lutte contre la maladie, pendant lesquels il se dit abandonné par la France, Auque meurt du cancer le 8 septembre 2014, à Nemours, âgé de 58 ans.

### Vie privée
Marié à Danette Landry, Roger Auque est, par ailleurs, le père de Vladimir Auque, né de Rozaria Spika, et de Carla Auque, née de Natasha Chauvage.
En 2013, le magazine L'Express révèle qu'il est le père biologique de la députée Marion Maréchal, conçue avec Yann Le Pen, l'une des filles de Jean-Marie Le Pen. Marion a été reconnue après sa naissance par le conjoint de Yann Le Pen, Samuel Maréchal,. Auque a confirmé l'information dans ses mémoires, en précisant qu'il s'agit là du « secret le plus intime de [sa] vie tumultueuse,. »

## Ouvrages
- avec Patrick Forestier, Un otage à Beyrouth, éd. Filipacchi, 1988, 303 p. (ISBN 978-2850185281, présentation en ligne) — prix Vérité 1988 de la ville du Cannet.
- Otages de Beyrouth à Bagdad : Journal d'un correspondant de guerre, éditions Anne Carrière, 2005 (ISBN 978-2843373213, présentation en ligne).
- Avec Jean-Michel Verne, Au service secret de la République, Paris, Fayard, 4 février 2015, 216 p. (ISBN 2213682410 et 978-2213682419, présentation en ligne).

## Filmographie
- Hors la vie de Maroun Bagdadi, inspiré d'Un otage à Beyrouth de Roger Auque et Patrick Forestier : ce film a été récompensé du prix du jury au Festival de Cannes 1991.

## Distinction
- Chevalier de la Légion d'honneur (13 juillet 2004)[24]